# Jaded Sun
Jaded Sun – irlandzka grupa rockowa z Dublina sformowana w 2002 roku.
Jej muzyka wyrasta z hard rocka i blues rocka, zaś sami członkowie przyznają się do inspiracji takimi zespołami jak: Led Zeppelin, The Beatles, The Rolling Stones, Guns N’ Roses, The Black Crowes, czy Lynyrd Skynyrd.

## Dyskografia

### Minialbumy
- Raw (2004)
- Falling On The Fears (2005)

### Longplaye
- Gypsy Trip (2008)